# Achyranthes mangarevica
Achyranthes mangarevica är en amarantväxtart som beskrevs av Karl Suessenguth. Achyranthes mangarevica ingår i släktet Achyranthes och familjen amarantväxter. Inga underarter finns listade i Catalogue of Life.